# Федаїни

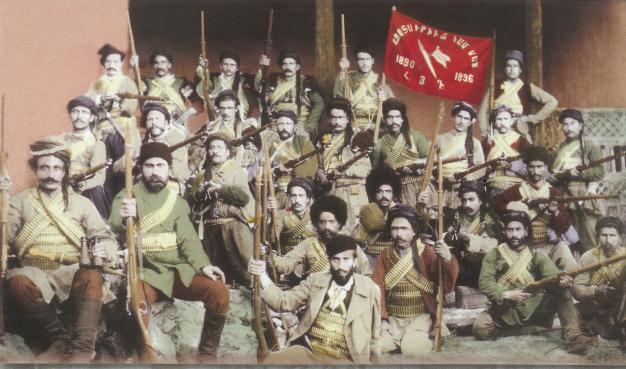
Вірменські федаїни наприкінці XIX ст. На їх прапорі напис «Свобода або смерть».

Федаїни (західновірменська вимова вірм. Ֆէտայի — федаїни, східновірменська вимова вірм. Ֆիդայի — фідаї / фідаїни; також османи називали їх вірм. հայդուկներ, тур. haydùti — гайдути (бандити), тому що вважали всіх повстанців бандитами) — збройні повстанці вірменського походження, які боролися проти гноблення Османською імперією вірменського населення переважно у XIX — на початку XX століття в Західній Вірменії, Кілікії та інших населених вірменами місцевостях Османської імперії. Федаїнський національно-визвольний рух мав за мету звільнення армянських територій від османського іга і був в цьому плані національним варіантом гайдуцького визвольного руху, якій мав за мету боротьбу проти османів на всій території, де Османська імперія встановила своє господство, здійснюючи загарбницьку, гнобительську політику проти місцевого населення.

## Етимологія
Назва «федаїни» походить від араб. فدائيون, досл. «ті, хто жертвують собою». У західновірменському вживанні, саме серед тих прошарків, які несли весь тягар цієї боротьби, звичайне вживання цієї назви, тоді як у східній Вірменії, яка була під впливом Російської імперії і не вела активного військового спротиву, тому що у XIX столітті не зазанала такого османського гноблення, поширена була інша назва — «федаї».

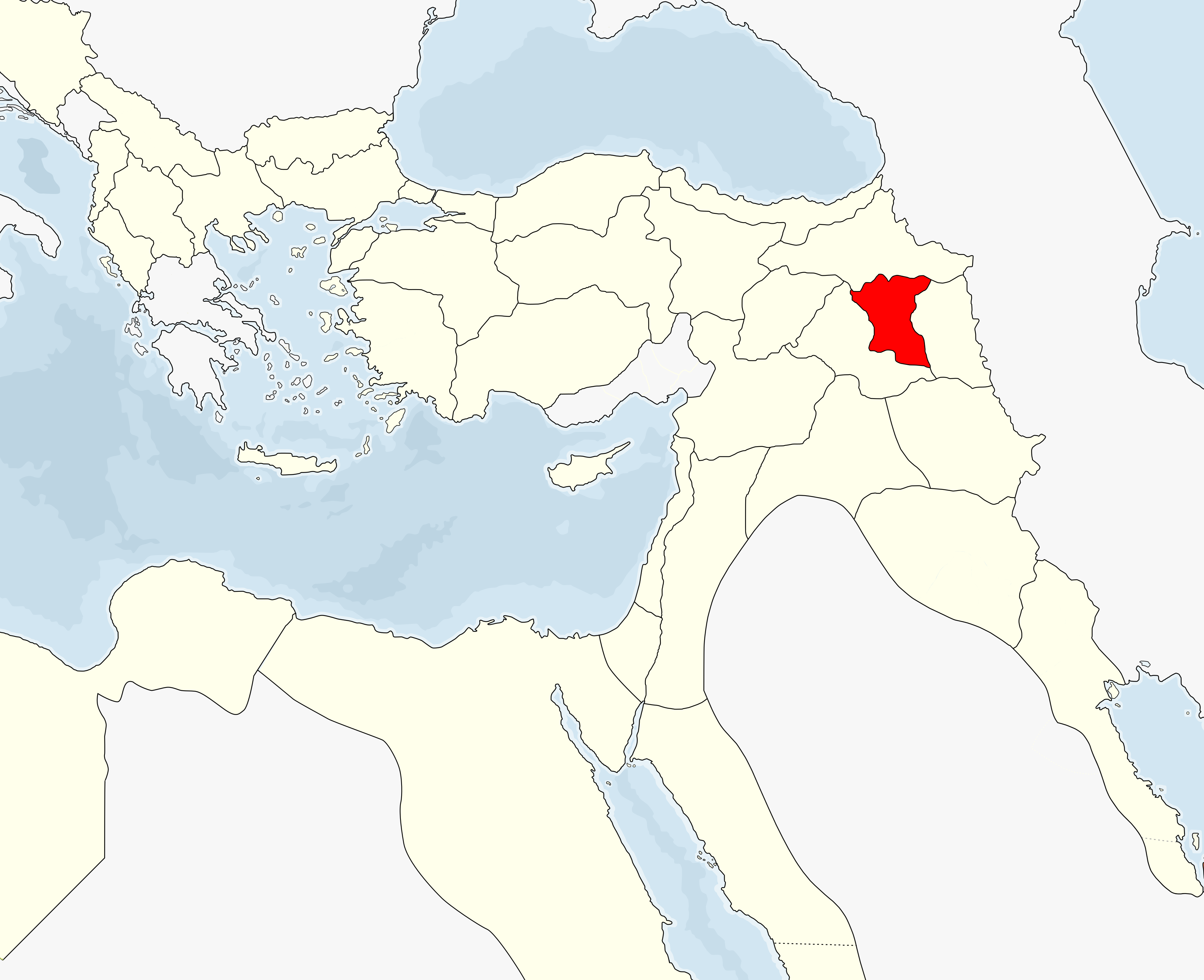
Вілайєт Бітліс (Тарон) — основний осередок вірменського федаїнського руху.

## Революційна діяльність
Хоча перші повстання вірмен проти свавілля османів почалися у 1860 роках, але більшість дослідників вважає, що термін «федаїни» слід застосовувати до тих цивільних вірмен, які пішли від своїх родин і взяли до рук зброю, аби сформувати загони самооборони і збройні групи на спротив проти зрослого знущання османів та курдських племен над вірменським населенням Західної Вірменії за часів султана Абдул-Гаміда II. Саме тоді відбулися масові розправи над вірменами, відомі як Гамідові вбивства. Стале утворення федаїнських загонів почалось з 1880-х років. В подальшому загони отримали ідеологічний базис, частина їх воювала за повну самостійність Вірменії (дашнаки, гунчаки), інші — за утворення автономії (арменакани).

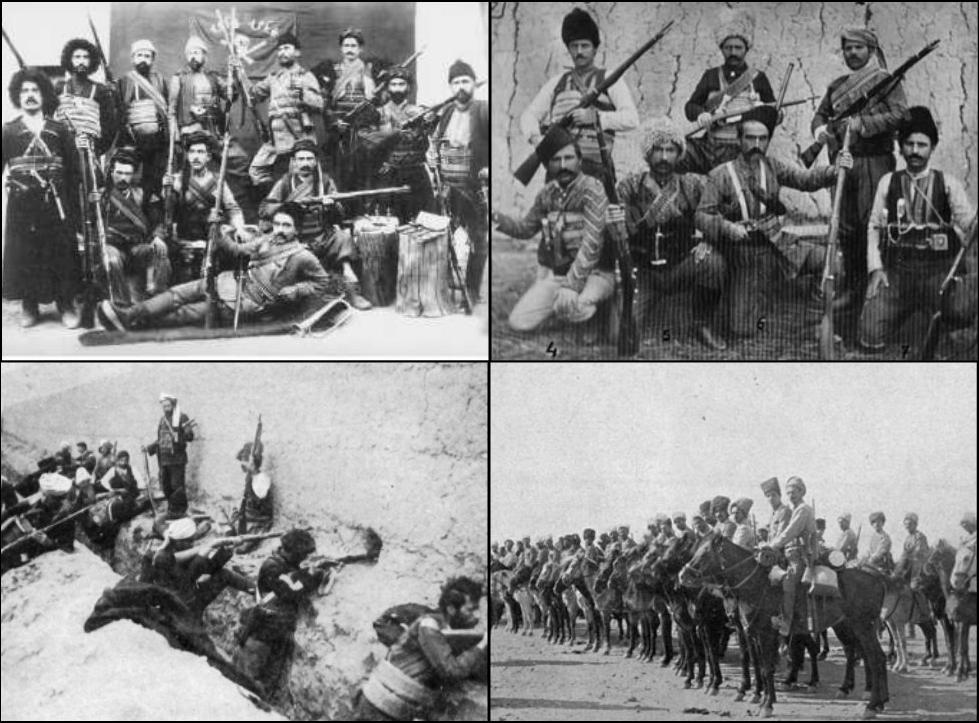
Різні загони вірменських федаїнів.

Деякі з федаїнів також взяли діяльну участь у так званій Перській конституційній революції 1905—1907 рр.
Федаїни переслідували як соціальні, так і національно-визвольні цілі. Вони давали клятву не жаліти життя заради Батьківщини та народу, бути правдивими, морально чистими, дотримувати довірену їм таємницю, утримувати в порядку зброю, влучно стріляти, задовольнятися скромною їжею, не вживати алкогольних напоїв, з повагою ставитися до народу, бути відважними і винахідливими в бою, перемагати ворогів, якщо навіть ті мають чисельну перевагу.

### Під час I Світової війни
Османська влада прийняла під час I Світової війни такі закони про мобілізацію, якими було запроваджено введення великих грошових зборів для тих підданих імперії, які ухилялися від служби в армії. Це призвело до того, що частина федаїнів пішла до армії, а велика кількість вірмен чоловічої статі змушена була піти від сімей, працювати транзитними робітниками. Це стало однією із причин того, що не відбулося значного опору османам під час вірменського геноциду.

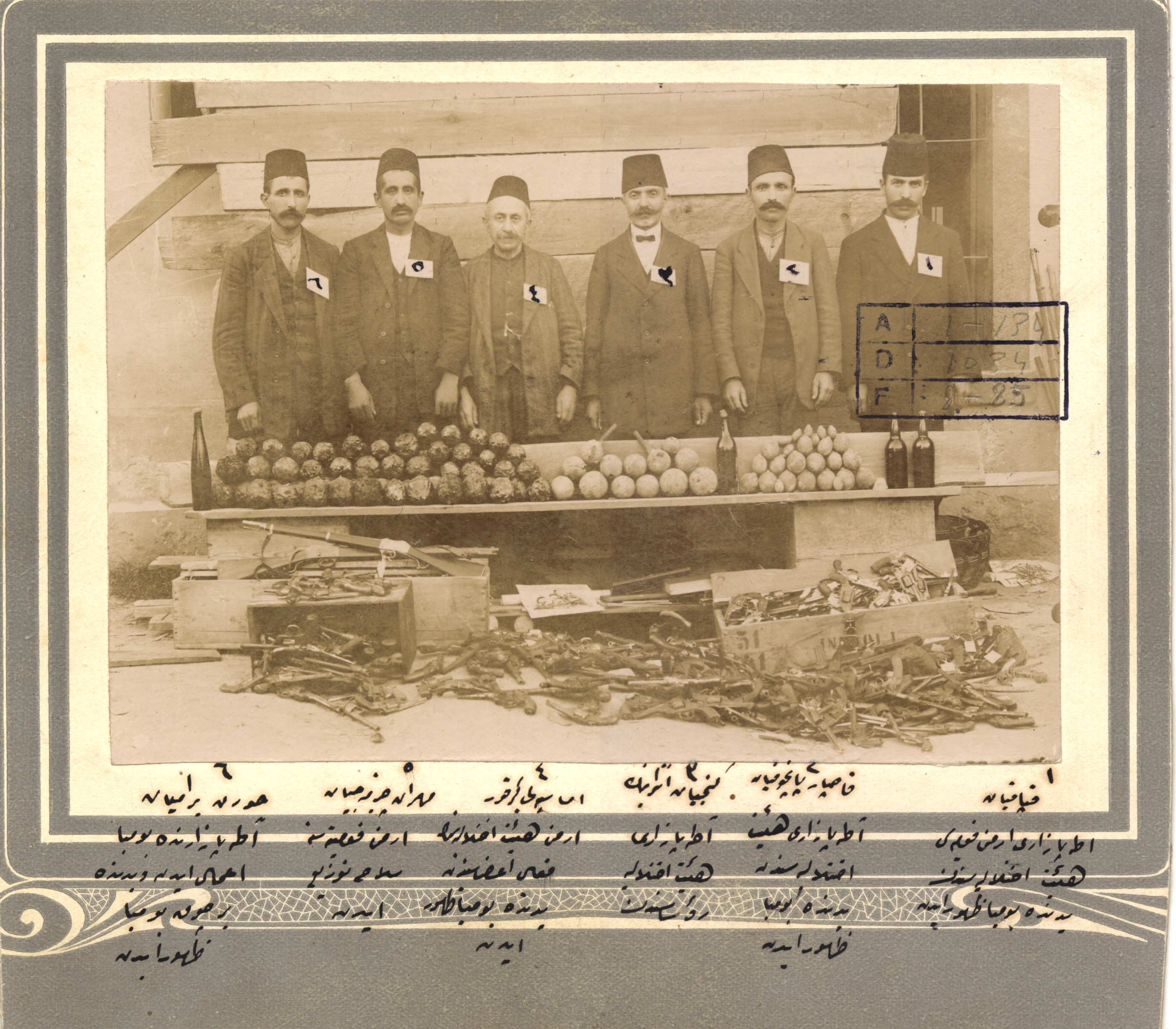
Комітет федаїнів в Адапазарі.
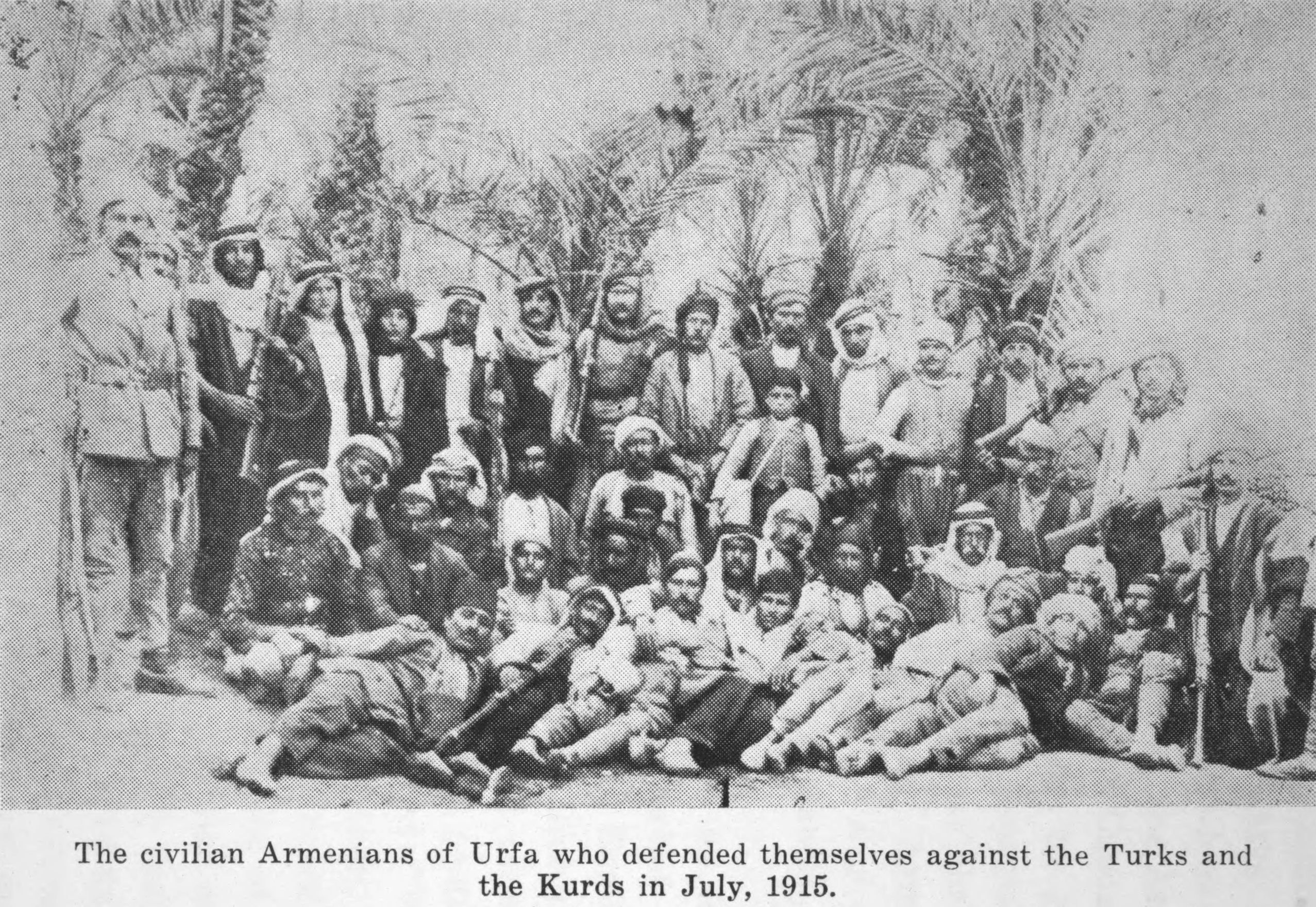
Вірменські федаїни з Урфи.
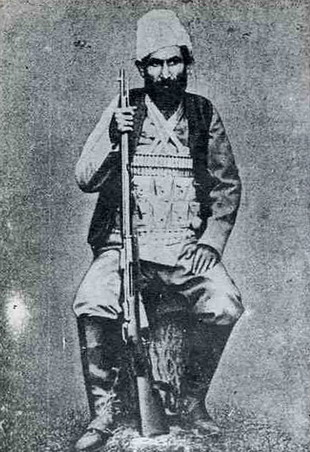
Ніко Думян
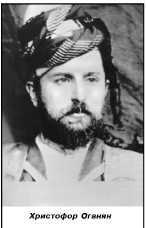
Христофор Оганян

За час геноциду кількість відновлених загонів федаїнів доходила до 20 000 вояків. Багато їх загинуло у боротьбі з османськими військами. Частина змушена була емігрувати. Після прийняття законів в Туреччині наприкінці I Світової війни, які зрівняли в правах усіх її громадян, та внаслідок великих втрат федаїнський рух був підірваний. Певна частка федаїнів склали зброю і повернулися до мирного життя.

## У XX столітті
Під час Карабаської війни 1992—1994 рр. учасники вірменських формувань також часто називали себе «фідаїнами». Найвідомішим фідаїном Карабаського руху був Монте Мелконян.

## Визначні федаїни
- Арабо (федаїн)
- Агнібур Сероб
- Карекин Ниждех
- Ґеворк Чавуш
- Озанян Андранік Торосович
- Ґіраїр
- Андранік
- Папкен Саюні
- Ніко Думян
- Христофор Оганян